# Grand Stade de Tanger
Das Grand Stade de Tanger ist ein Fußballstadion mit Leichtathletikanlage in der marokkanischen Stadt Tanger im Norden des Landes. Es ist auch unter dem Namen Stade Ibn Battouta (arabisch ملعب ابن بطوطة, DMG Malʿab Ibn Baṭṭūṭa) bekannt, nach dem in Tanger geborenen Ibn Battuta, einem muslimischen Forschungsreisenden des 14. Jahrhunderts. Die Anlage ersetzte das Stade de Marchan als Spielstätte des Fußballclubs IR Tanger (Ittihad Riadi Tanger).

## Geschichte

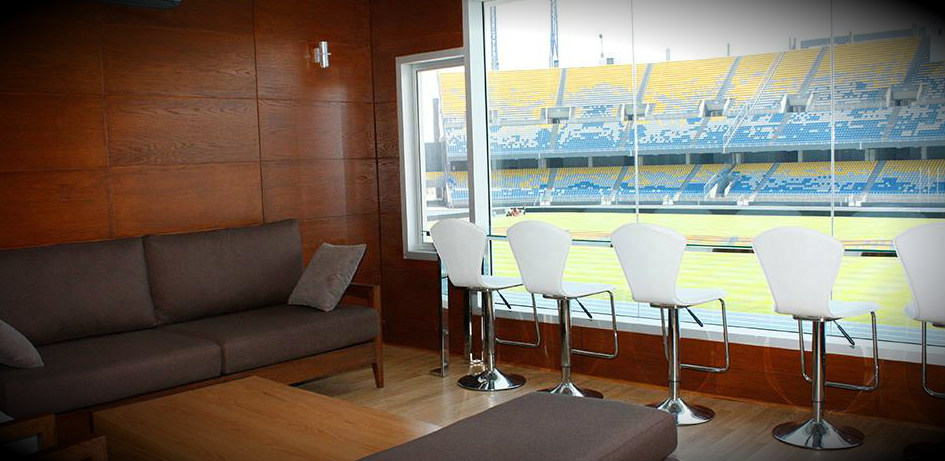
V.I.P.-Loge im Stadion

Nachdem die Arbeiten im September 2002 begannen, konnte nach Verzögerungen erst rund neun Jahre später die Eröffnung am 26. April 2011 begangen werden. Es wurde Kritik über den Neubau laut. Das Stadion wirkt noch heute wegen der unausgebauten Stadionkurven unfertig. Durch die offenen Stadionseiten ist es sehr zugig im Stadion. Der Unterrang der Haupttribüne wird von der Überdachung kaum geschützt. Weitere Probleme zeigten sich anfänglich bei der Verkehrsanbindung durch Staus und im Eingangsbereich bei den Drehkreuzanlagen bei großem Zuschaueraufkommen.
Zur Einweihung gab es zwei Fußball-Freundschaftsspiele. Zuerst traten die Hausherren des IR Tanger gegen Atlético Madrid B an. Man trennte sich mit einem 1:1-Unentschieden. In der zweiten Partie trafen Raja Casablanca und Atlético Madrid (1:3) aufeinander.
Die Spielstätte bot bei der Einweihung 45.000 Sitzplätze, die sich auf der überdachten, doppelstöckigen Haupttribüne wie der ungedeckten Gegengerade verteilen. Weitere Plätze finden sich auf den Unterrängen der Stadionkurven, die für einen doppelstöckigen Ausbau vorbereitet sind. Das Spielfeld aus Naturrasen wird im weiträumigen Innenraum von einer neunspurigen, blauen Leichtathletikanlage umfasst. Die von Jawad Khattabi entworfene Sportstätte liegt am Eingang zur Stadt Tanger und ist etwa sieben Kilometer vom internationalen Flughafen Tanger-Boukhalef entfernt.
Das Stadion verfügte über acht Logen mit insgesamt 96 Plätzen, zehn Logen mit zusammen 50 Plätzen und zwei Lounges mit je 80 Plätzen. Die Ehrentribüne bot 650 Plätze. Auf dem gesamten Areal sind 87 Überwachungskameras verteilt. Die Flutlichtanlage erreicht eine Beleuchtungsstärke, den FIFA-Normen entsprechend, von 1.800 Lux (horizontal) und 2.500 Lux (vertikal). Es gibt sechs Eingangsbereiche mit insgesamt 36 Drehkreuzanlagen.
Das Spiel um die französische Trophée des Champions 2011 (Französischer Fußball-Supercup) war am 27. Juli des Jahres eine der ersten Veranstaltungen im neuen Stadion von Tanger. Olympique Marseille bezwang den OSC Lille vor 33.900 Zuschauern mit 5:4 Toren. Drei Tore fielen nach der 90. Minute, davon zwei Elfmeter. Das spannende Spiel wurde erst durch einen Strafstoß in der fünften Minute der Nachspielzeit endgültig entschieden.
Am 12. August 2018 war das Stadion Austragungsort der Supercopa de España. Es trafen der Pokalfinalist FC Sevilla und der Doublegewinner FC Barcelona aufeinander. Barça gewann die Partie mit 2:1. Der Franzose Ousmane Dembélé schoss in der 78. Minute das spielentscheidende Tor.
Das Stadion ist im Februar 2023 eines der zwei Austragungsorte der FIFA-Klub-Weltmeisterschaft 2022. Im Vorfeld wurde die Anlage von 2020 bis 2023 einer umfangreichen Renovierung unterzogen und von 45.000 auf 65.000 Plätze ausgebaut. Sollte Marokko die Austragung des Afrika-Cup 2025 zugesprochen bekommen, ist der weitere Ausbau des Grand Stade de Tanger geplant. Diese Planungen sehen den Ausbau auf 80.000 Plätze vor. Dafür würde auch die Leichtathletikanlage aus dem Stadion entfernt.

## Fußball-Afrikameisterschaft 2015
Das Stadion sollte eine von insgesamt vier Spielstätten der Fußball-Afrikameisterschaft 2015 sein. Die weiteren Stadien waren das Stade Moulay Abdallah (Rabat), das Stade de Marrakech (Marrakesch) und das Stade Adrar (Agadir). Aufgrund der Weigerung von Marokko, das Turnier wegen der Ebolafieber-Epidemie in Westafrika zum vereinbarten Termin durchzuführen, wurde den Veranstaltern das Turnier am 11. November 2014 entzogen.